# Keayodendron bridelioides
Keayodendron bridelioides är en emblikaväxtart som först beskrevs av Ernest Friedrich Gilg, Gottfried Wilhelm Johannes Mildbraed, John Hutchinson och John McEwan Dalziel, och fick sitt nu gällande namn av Jacques Désiré Leandri. Keayodendron bridelioides ingår i släktet Keayodendron och familjen emblikaväxter. Inga underarter finns listade i Catalogue of Life.